# اگر دیپلو بود چه می‌کرد؟
اگر دیپلو بود چه می‌کرد؟ یک مجموعه تلویزیونی کمدی به کارگردانی براندون دمر و جیمز ون در بیک محصول سال ۲۰۱۷ است.

## داستان
داستان سریال راجع به توماس وزلی پنتز «دیپلو» آهنگساز و دی جی و تهیه‌کننده است. سریال اجراهای دیپلو رو دنبال می‌کند و طرز زندگی اش رو که به صورت تصادفی اشتباهاتی را مرتکب می‌شود.